# Barbara H. Bowman

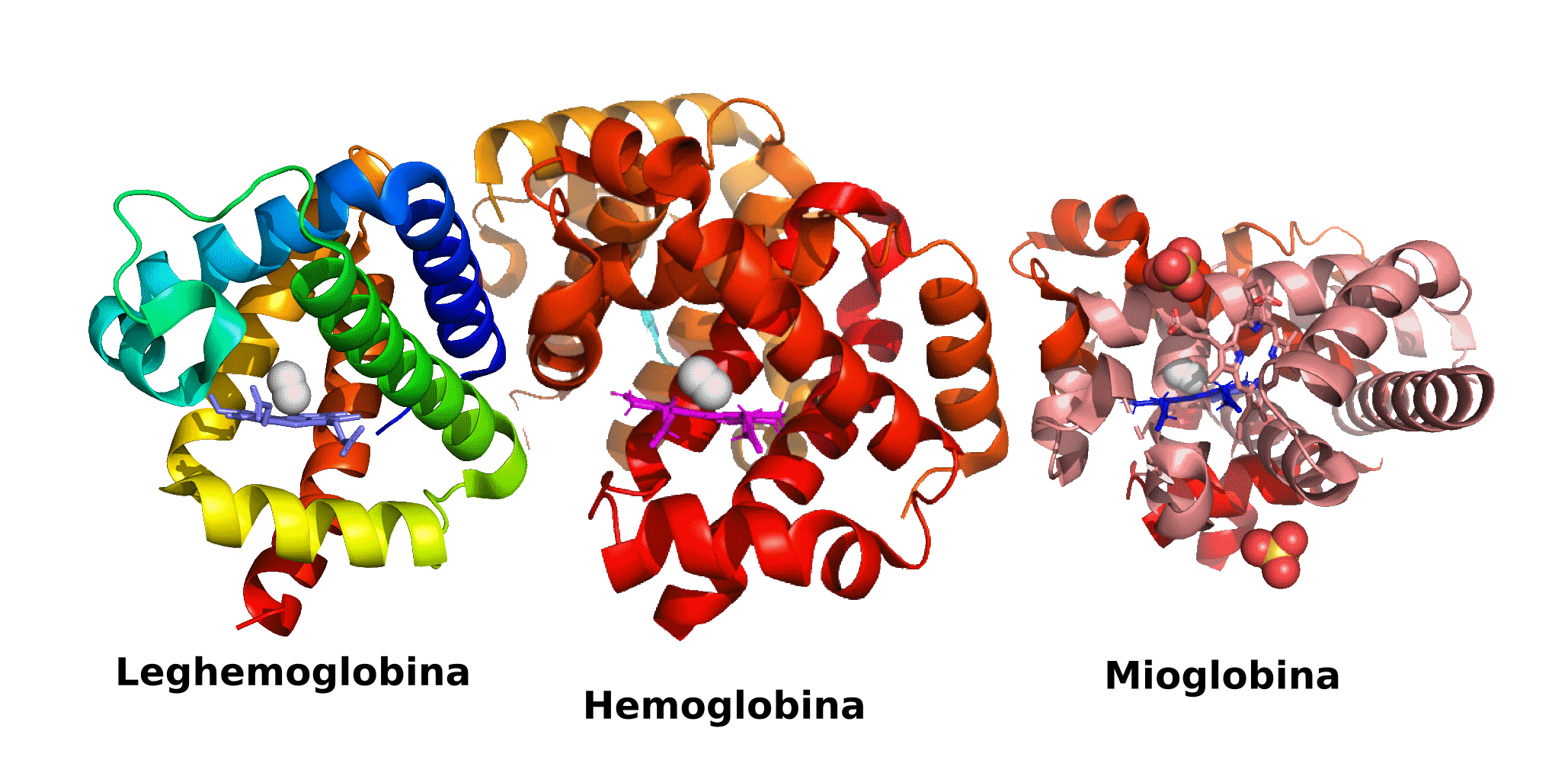
Imagem de proteínas da família das globinas, responsáveis pelo transporte de oxigênio no sangue

Barbara Hyde Bowman (5 de agosto de 1930 -15 de maio de 1996) foi uma bióloga, geneticista e educadora americana conhecida por suas pesquisas com proteínas do sangue humano. Seu trabalho caracterizou variantes das globinas, a família das proteínas responsáveis pelo transporte de oxigênio no sangue. Em 1984, Oliver Smithies e ela mostraram que as variações nas haptoglobinas eram devidas a polimorfismos no gene HP.

## Vida
Barbara Hyde Bowman nasceu em 1930 em Mineral Wells, Texas, a mais jovem de três filhas. Desde cedo, seus pais lhe deram um kit de química que, junto com o incentivo de seus professores e bibliotecários, fomentou seu interesse pela ciência. Ela frequentou a Baylor University como estudante de graduação e recebeu o título de bacharel em biologia em 1951. Depois disso, fez pós-graduação em microbiologia, zoologia e genética na Universidade do Texas em Austin, onde obteve seu doutorado em 1958.
Ao longo de sua vida, ela foi cofundadora da Sociedade de Genética do Texas e presidente da Sociedade Americana de Genética Humana. Ela tinha interesse especial em apoiar outras mulheres na ciência, defendendo a igualdade de remuneração e o acesso a creches. Ela morreu em 1996 de câncer de mama em San Antonio.

## Pesquisa
Após completar seu doutorado, Bowman começou a estudar variantes de globinas com Vernon Ingram no Instituto de Tecnologia de Massachusetts. Ela trabalhou com as haptoglobinas (proteínas de ligação à hemoglobina ) e comparou os peptídeos e a composição de aminoácidos de três fenótipos comuns.
Bowman tornou-se professora e chefe do Departamento de Genética Humana na University of Texas Medical Branch em Galveston em 1967, onde começou a estudar fibrose cística (FC). Enquanto estava lá, ela descobriu que a exposição das guelras de ostra ao soro de pacientes com FC fazia com que os cílios parassem de funcionar.
Ela foi cofundadora da Texas Genetics Society em 1974 e, em 1981, tornou-se presidente do Departamento de Biologia Celular e Estrutural do Centro de Ciências da Saúde da Universidade do Texas em San Antonio. Ela também foi a presidente da Sociedade Americana de Genética Humana naquele ano. 
Alguns anos depois, Oliver Smithies e ela continuaram sua pesquisa anterior sobre globinas e descobriram os diferentes alelos do gene HP que mudam a forma como as haptoglobinas se ligam à hemoglobina livre.

## Prémios e Reconhecimento
Ela recebeu o prêmio Distinguished Texas Geneticist Award em 1990 que, após sua morte, foi renomeado em sua homenagem. Sua última publicação, em 1996, foi um estudo de modelos de camundongos transgênicos de proteínas da apolipoproteína E (APOE) e doença de Alzheimer.
Em sua homenagem, a Sociedade de Genética do Texas renomeou seu Distinguished Texas Geneticist Award para Barbara Bowman Distinguished Texas Geneticist Award "para reconhecer os excelentes geneticistas que fizeram contribuições importantes para o campo e foram afiliados a uma instituição do Texas."
O Bowman-Frost Endowment for Oncology Research foi estabelecido postumamente, em homenagem a seu marido, Harvey Frost, e a ela.